# Jane Morgan
Jane Morgan, pseudonimo di Florence Catherine Currier (Newton, 3 maggio 1924 – Naples, 4 agosto 2025), è stata una cantante e compositrice statunitense.

## Biografia
Iniziò la sua carriera a Broadway come interprete in vari musical. In seguito venne chiamata per comporre e incidere canzoni. 
Tra le sue incisioni vi fu la canzone vincitrice del Festival di Sanremo 1960, Romantica, in originale interpretato da Renato Rascel e Tony Dallara.
Cantò I Will Wait for You agli Oscar 1969.
Jane Morgan è morta nel 2025, ultracentenaria.

## Discografia parziale

### 45 giri[2]
- 1954: Baseball, Baseball/Fairweather Friends (Kapp Records, K-104)
- 1954: Why/The Heart You Break (Kapp Records, K-107)
- 1955: I Try To Forget You/Why Don't They Leave Us Alone (Kapp Records, K-111)
- 1955: Flyin' High/Give Me Your World (Kapp Records, K-115)
- 1955: In Paree/Take Me Away (Kapp Records, K-121)
- 1956: Let's Go Steady/Take Care  (Kapp Records, K-140; con The Jones Boys)
- 1956: La Ronde/Midnight Blues (Kapp Records, K-148)
- 1956: Two Different Worlds/Nights In Verona (Kapp Records, K-161; con Roger Williams)
- 1957: Come Home Come Home Come Home/From The First Hello To Our Last Goodbye (Kapp Records, K-172)
- 1957: It's Not For Me To Say/Around The World In Eighty Days (Kapp Records, K-185)
- 1957: Fascination/Whistling Instrumental - Fascination (Kapp Records, K-191)
- 1957: It's Been A Long Long Time/I'm New At The Game Of Romance (Kapp Records, K-200)
- 1958: Only One Love/I've Got Bells In My Heart (Kapp Records, K-214)
- 1958: Enchanted Island/Once More My Love Once More (Kapp Records, K-221)
- 1958: The Day The Rains Came/Le Jour Ou La Pluie Viendra (Kapp Records, K-235)
- 1958: You'll Never Walk Alone/I May Never Pass This Way Again (Kapp Records, K-236)
- 1958: To Love And Be Loved/If Only I Could Live My Life Again (Kapp Records, K-253)
- 1959: Love Is Like Champagne/To Each His Own (Kapp Records, K-264)
- 1959: With Open Arms/I Can't Begin To Tell You (Kapp Records, K-284)
- 1959: I'm In Love/Was It Day, Was It Night (Kapp Records, K-304)
- 1959: C'est La Vie C'est L'Amour/Happy Anniversary (Kapp Records, K-305)
- 1960: My Love Doesn't Love Me At All/The Bells Of St. Mary's  (Kapp Records, K-317)
- 1960: The Bells Of St. Mary's/Ballad Of Lady Jane (Kapp Records, K-317; stesso numero di catalogo del precedente)
- 1960: I Am A Heart/Romantica (Kapp Records, K-332)